# حصن المخير (المحويت)
حصن المخير هي إحدى قرى الجمهورية اليمنية. تتبع جغرافيا لمحافظة المحويت و إداريًا لمديرية الطويلة. يبلغ تعداد سكانها 3110 نسمة حسب الإحصاء الذي أجري عام 2004.